# Juan Pablo Francia
Juan Pablo Francia (San Francisco, 3 dicembre 1984) è un ex calciatore argentino, di ruolo centrocampista.